# Eisenbahn in New South Wales

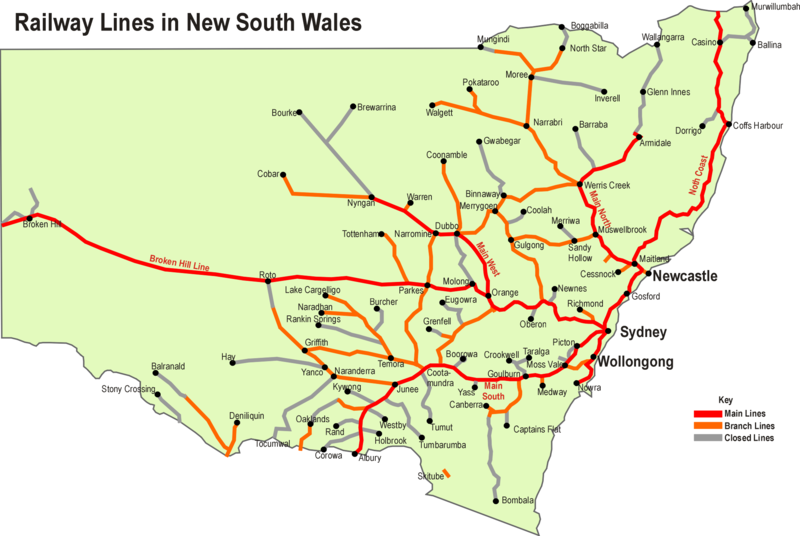
Eisenbahnnetz von New South Wales

Die Eisenbahn in New South Wales umfasst das größte Eisenbahnnetz Australiens. Sie hatte einen hohen Anteil an der Entwicklung des Bundesstaates. Der überwiegende Teil der Strecken wurde in Normalspur und vom Staat errichtet.

## Anfänge

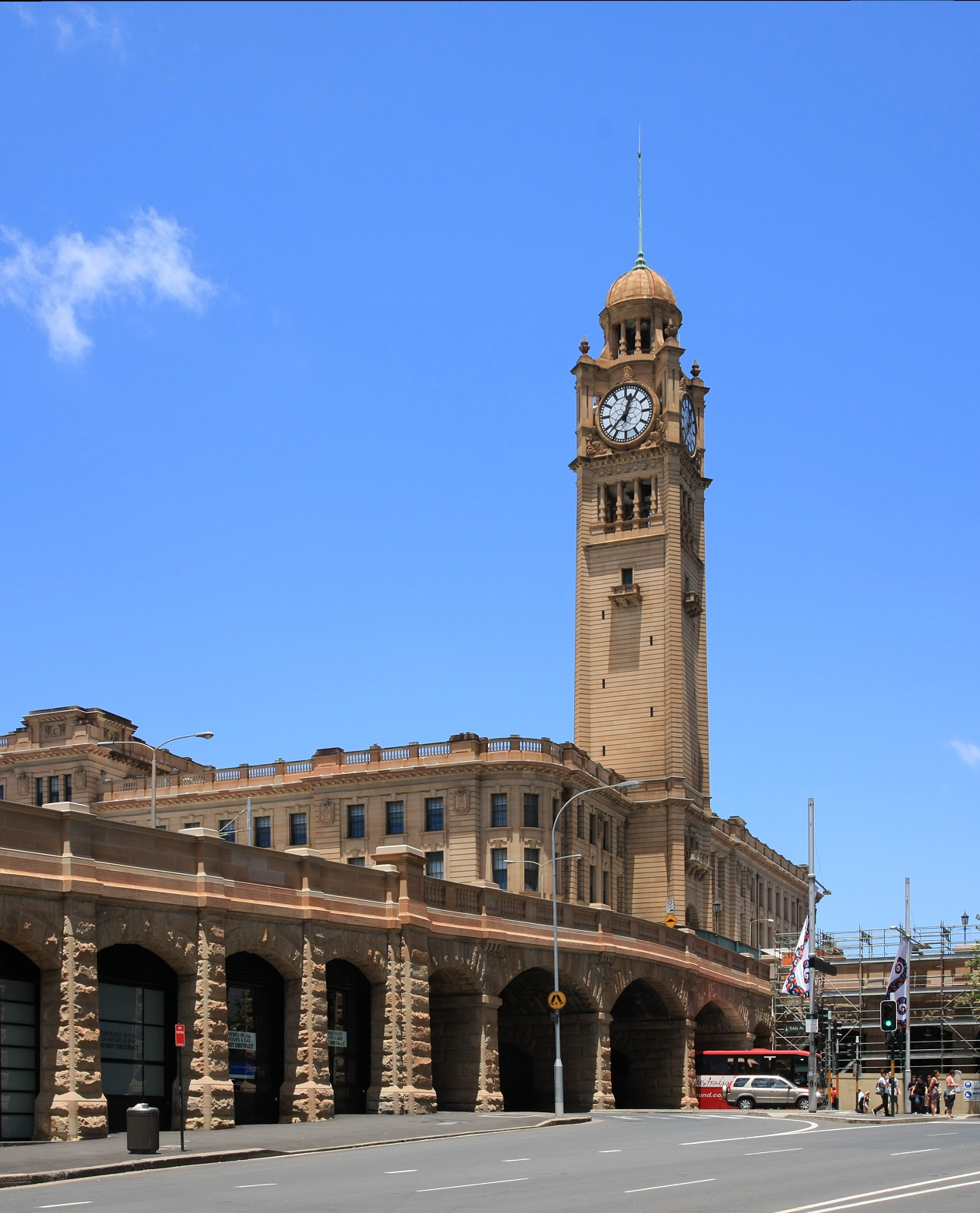
Sydney Hauptbahnhof

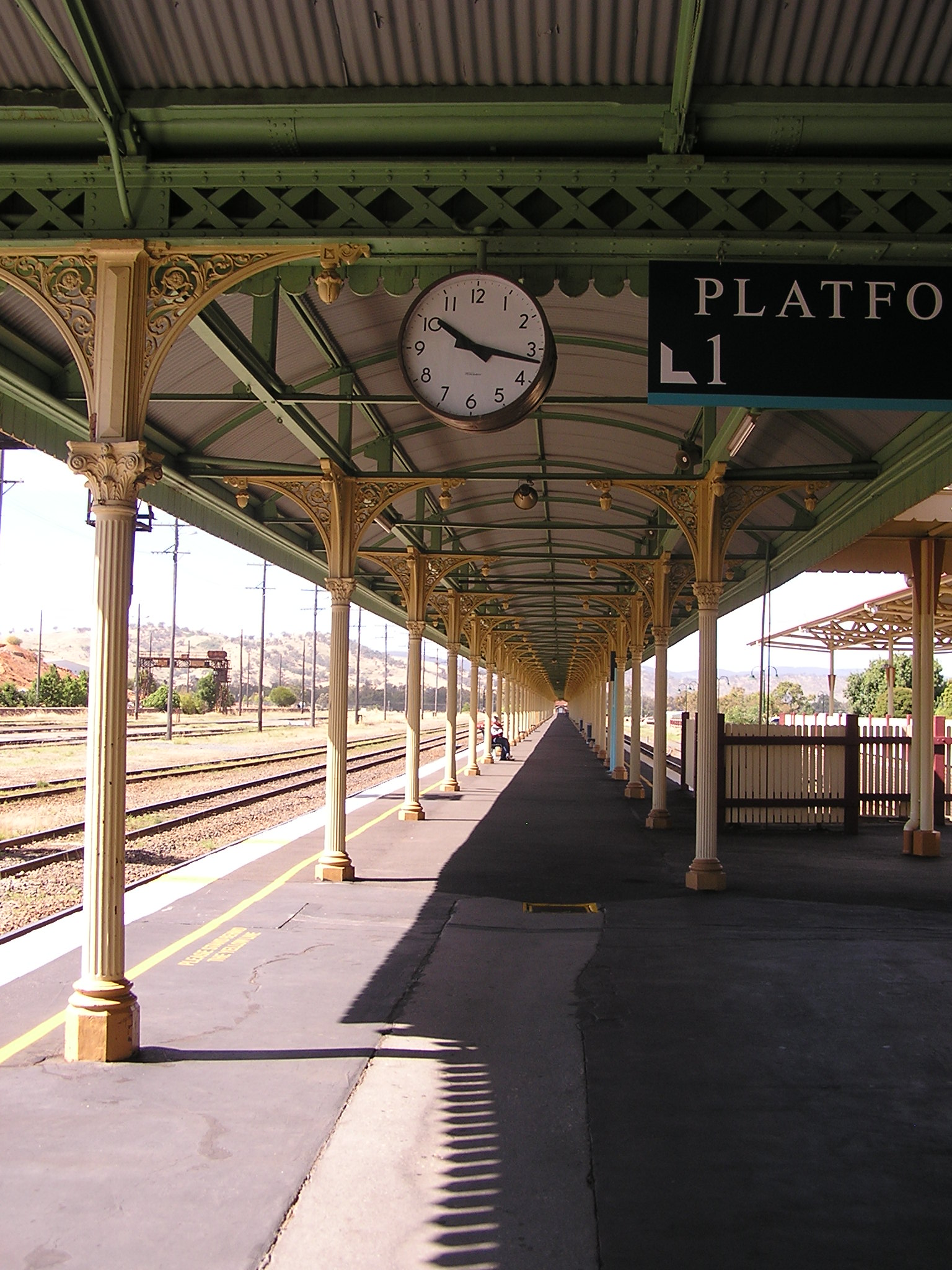
Bahnsteig des ehemaligen Spurwechselbahnhofs Albury. Es war der längste Bahnsteig der südlichen Hemisphäre zum Umsteigen zwischen unterschiedlichen Spurweiten.

### Spurweite
Da vor dem Zusammenschluss der Kolonien zum Australischen Bundesstaat im Jahr 1901 diese rechtlich voneinander unabhängig waren, war die Entscheidung über die Spurweite, in der die jeweilige Eisenbahn errichtet werden sollte, Angelegenheit der einzelnen Kolonie. Ursprünglich war durch Gesetz vom 27. Juli 1852 vorgesehen, das Eisenbahnnetz in New South Wales in einer Breitspur von 1600 mm (5 Fuß 3 Zoll) zu errichten. Dies wurde aber kurz darauf zugunsten der Normalspur aufgegeben, da das Mutterland, Großbritannien, sich für sein eigenes Netz dafür ausgesprochen hatte. Das wurde übernommen.

### Redfern–Paramatta
Der Bau der ersten Strecke von Redfern (Sydney) nach Paramatta ab 1850, für den am 10. Oktober 1849 die Sydney Railway Company gegründet worden war, erwies sich als schwierig: Arbeitskräfte in der Kolonie waren schwer zu bekommen und damit teuer, die ursprünglich veranschlagten Kosten wurden weit überstiegen und der Projektleiter trat zurück. Von den ursprünglich vorgesehenen Holzbrücken und Holzschienen (!) wurde nun Abstand genommen und ab 1854 zugleich an einem Anschluss des Darling Harbour gebaut. Das resultierende Finanzchaos wurde dadurch aufgefangen, dass die Kolonie das Projekt in staatliche Trägerschaft übernahm. Die ersten Lokomotiven lieferte Robert Stephenson & Co. aus England. Ab dem 26. September 1855 wurde der Betrieb dieser 22 km langen Eisenbahnstrecke aufgenommen.

### Newcastle
Ab 1853 entstanden im Großraum Newcastle, unabhängig von den Anfängen in Sydney und Umgebung, eine Reihe sowohl staatlicher als auch privater Eisenbahnlinien, die dem Abtransport dort abgebauter Kohle dienten. Damit war der Betriebsstoff für die Lokomotiven bereits vor Ort vorhanden, was die Entwicklung des Eisenbahnnetzes förderte. Die Netze von Sydney und Newcastle mussten allerdings bis 1889 auf eine Schienenverbindung warten, da die Querung des breiten Hawkesbury River sehr aufwändig war.

## Netzentwicklung

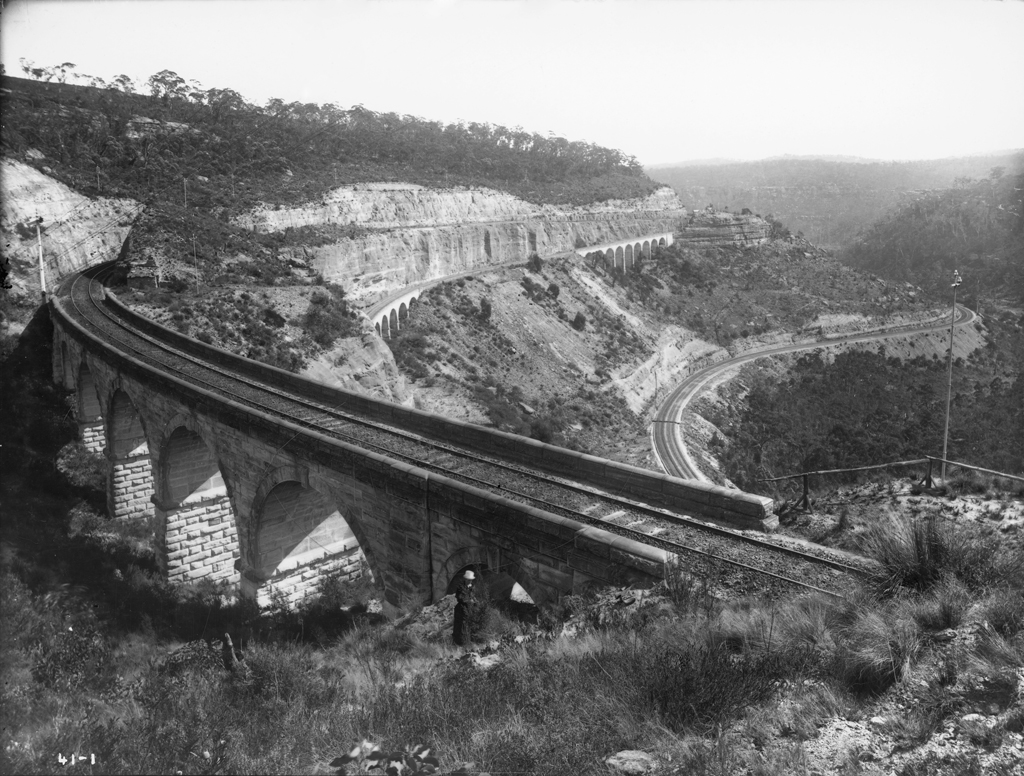
Doppelspitzkehre in den Blue Mountains bei Lithgow um 1900

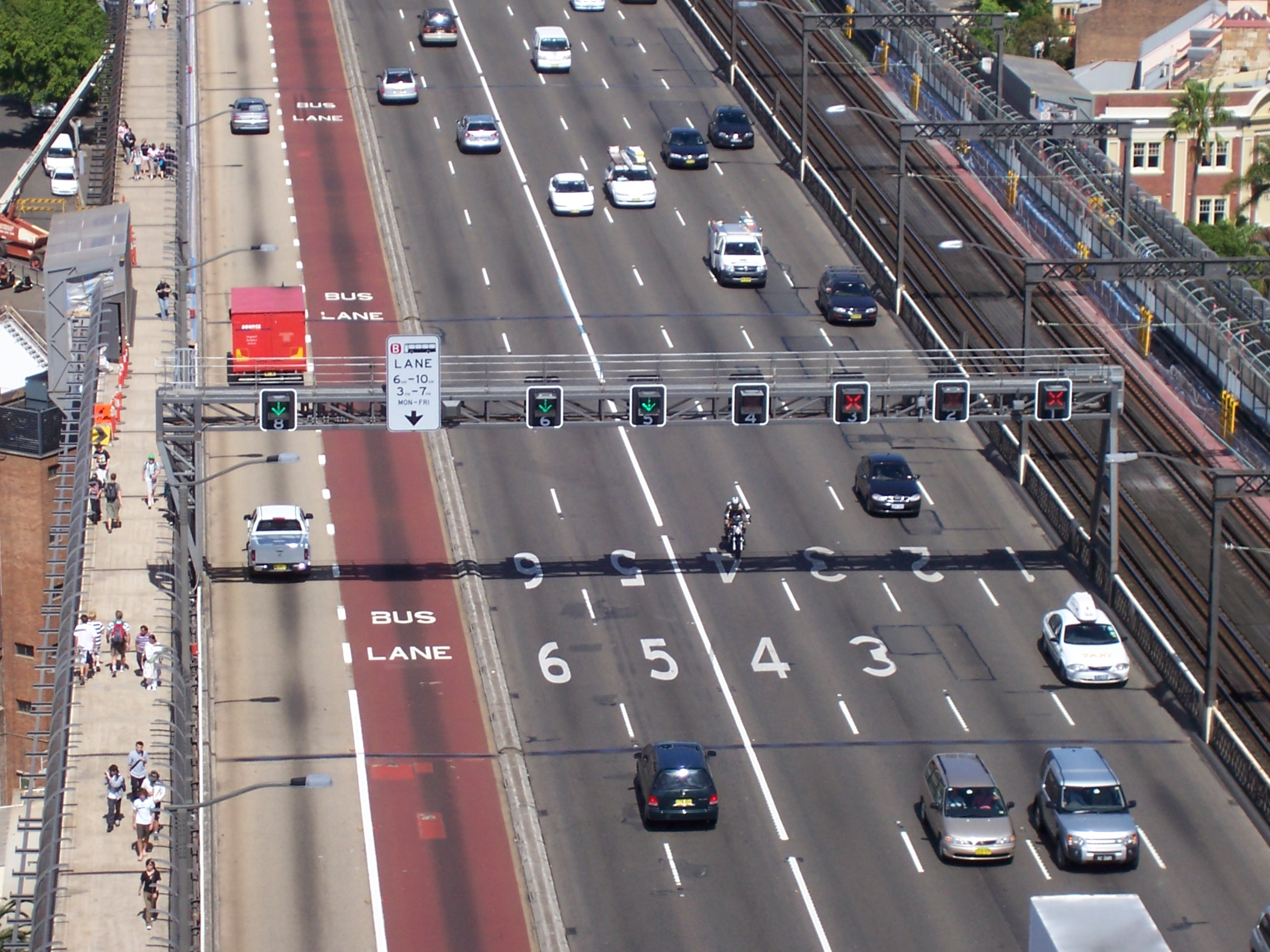
Sydney Harbour Bridge, das berühmteste Ingenieurbauwerk im Netz der Eisenbahn von NSW – rechts die Gleise der S-Bahn

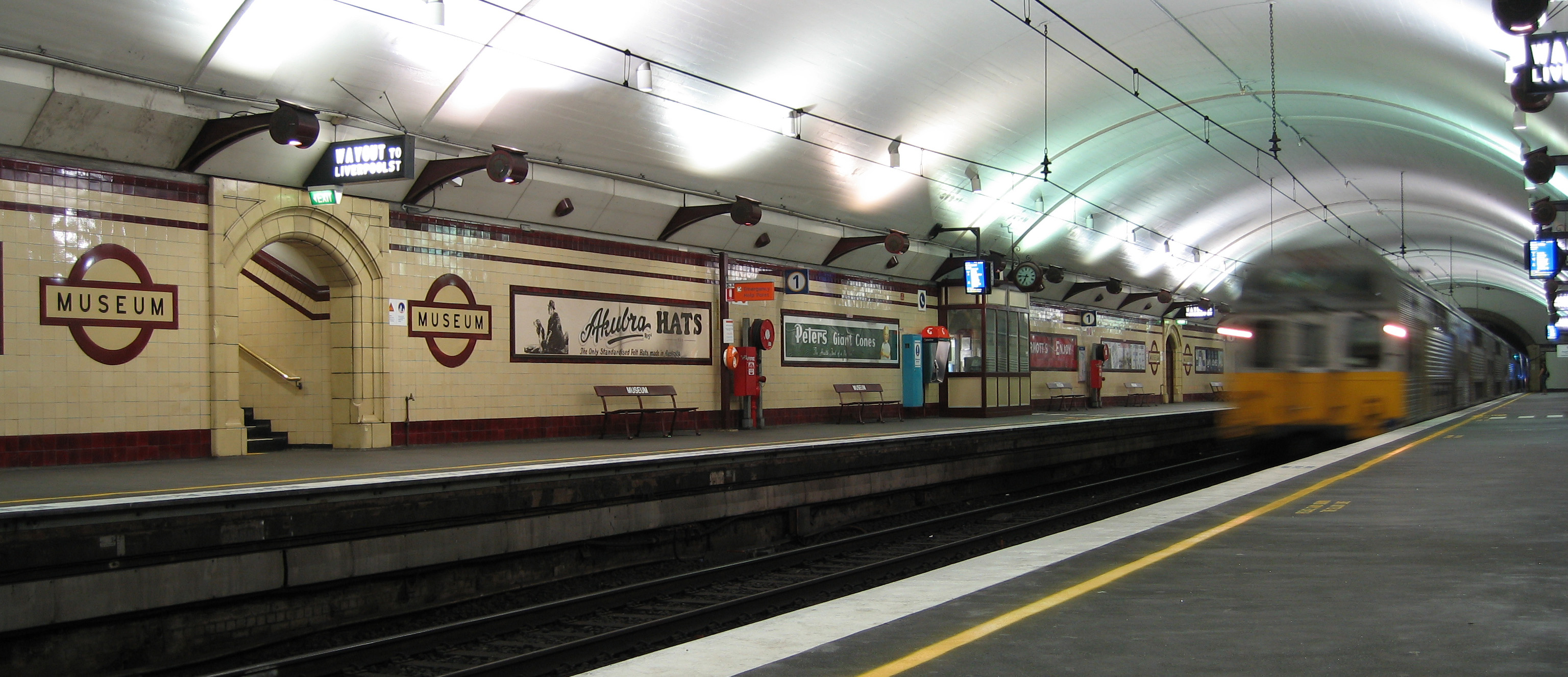
Unterirdischer Bahnhof Museum in Sydney

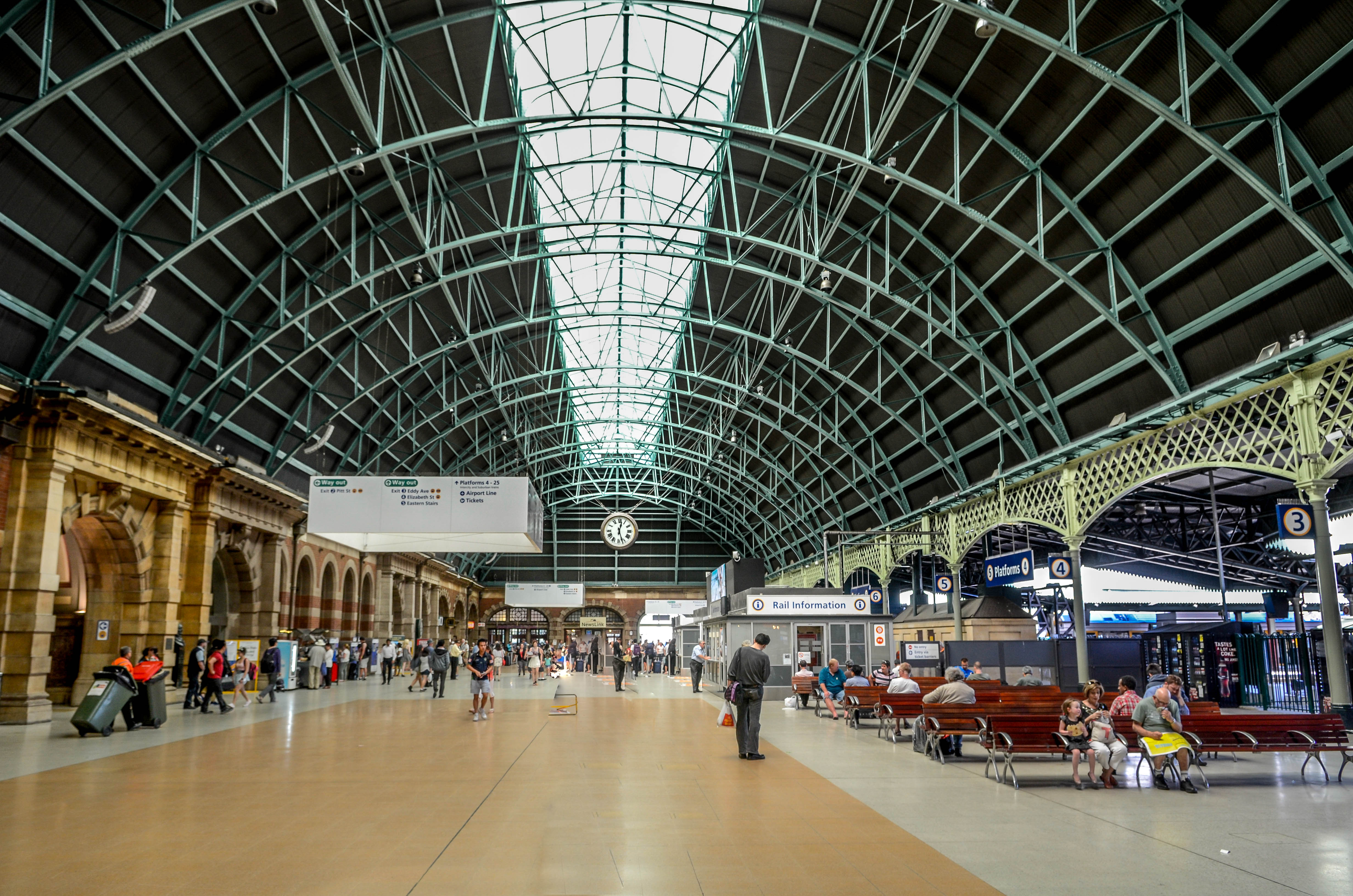
Querbahnsteig Sydney Central

### Netzentwicklung in NSW
Mit dem Chefingenieur John Whitton wurde dann ab 1857 der Aufbau eines Eisenbahnnetzes für die Kolonie verfolgt. Goulburn im Südwesten von Sydney, Murrurundi im Norden und Bathurst im Westen wurden erreicht. Für Letzteres mussten die Blue Mountains überschritten werden, was an beiden Seiten des Gebirges jeweils extrem aufwändige Ingenieurbauten erforderte, jeweils eine Serie von Spitzkehren. Gebaut wurden sie 1867 und 1869 und 1910 durch tiefer liegende Tunnel ersetzt. Die westliche Spitzkehre ist museal als Zig Zag Railway erhalten. In einem für die UNESCO erstellten Gutachten wurde erwogen, dieses technische Kulturdenkmal in die Liste des Welterbes der Menschheit einzutragen. 1883 wurde in Albury die Grenze und der Anschluss zum Netz der Kolonie Victoria erreicht. Wegen der unterschiedlichen Spurweiten war ein Durchfahren der Züge zunächst aber nicht möglich. Fahrgäste mussten umsteigen, Güter umgeladen werden. 1886 wurde Bourke erreicht. Die Strecke, die auf den Ort zuführte, war damals das längste gerade Stück Eisenbahnstrecke weltweit, in diesem Rekord erst abgelöst durch die 478 km lange Eisenbahngerade der Transaustralischen Eisenbahn, die 1917 in Betrieb genommen wurde. 1906 wurde Sydney Central Railway Station in Betrieb genommen. Der Bahnhof ist mit 27 Bahnsteiggleisen (25 davon werden betrieben) noch heute der größte Australiens. 1927 wurde mit Broken Hill der äußerste Westen des Staates und zugleich über eine 30 km lange schmalspurige, private Bahn, die Silverton Tramway, der Anschluss an die Eisenbahn von Südaustralien erreicht. Diese war hier allerdings in Schmalspur gebaut, so dass Reisende auch hier umsteigen und Güter umgeladen werden mussten. Zugleich war dies aber auch ein wichtiges künftiges Segment der heutigen Transaustralischen Eisenbahn. Von der Eisenbahn von New South Wales mitbetrieben wurde seit der Eröffnung 1914 auch immer die 8 km kurze Australian Capital Territory Railway nach Canberra, deren Infrastruktur im Eigentum des Australischen Bundes steht.
Das Normalspurnetz von New South Wales im Norden erreichte 1888 die Grenze zu Queensland, wo umgestiegen werden musste, da die dortige Bahn in Kapspur gebaut worden war. Die heute genutzte, kürzere und normalspurige Strecke gibt es seit 1932. Seit 1962 ist es möglich, mit Hilfe eines in Victoria liegenden Dreischienengleises durchgehend auf Normalspur auch aus dem Netz von New South Wales bis nach Melbourne durchzufahren. Die Strecke wurde knapp 50 Jahre später komplett auf Normalspur umgebaut. Seit 1970 ist es möglich, vom Netz in New South Wales bis Perth in Westaustralien durchgehend auf Normalspur zu fahren.

### Nahverkehr im Großraum Sydney
Ab 1926 erhielt Sydney ein elektrifiziertes S-Bahn-Netz, das in der Innenstadt auch die Funktionen einer U-Bahn übernimmt.
Heute wird es von dem Eisenbahnverkehrsunternehmen Sydney Trains (bis 2013 CityRail) mit Doppelstocktriebzügen betrieben. In den letzten Jahren wird verstärkt auf den Ausbau dieses Netzes der ständig wachsenden Metropolregion wert gelegt. Letzte Neubauten waren die Airport and East Hills railway line (Eröffnet 2000) und der Epping und Chatswood Rail Link 2009.

## Moderne

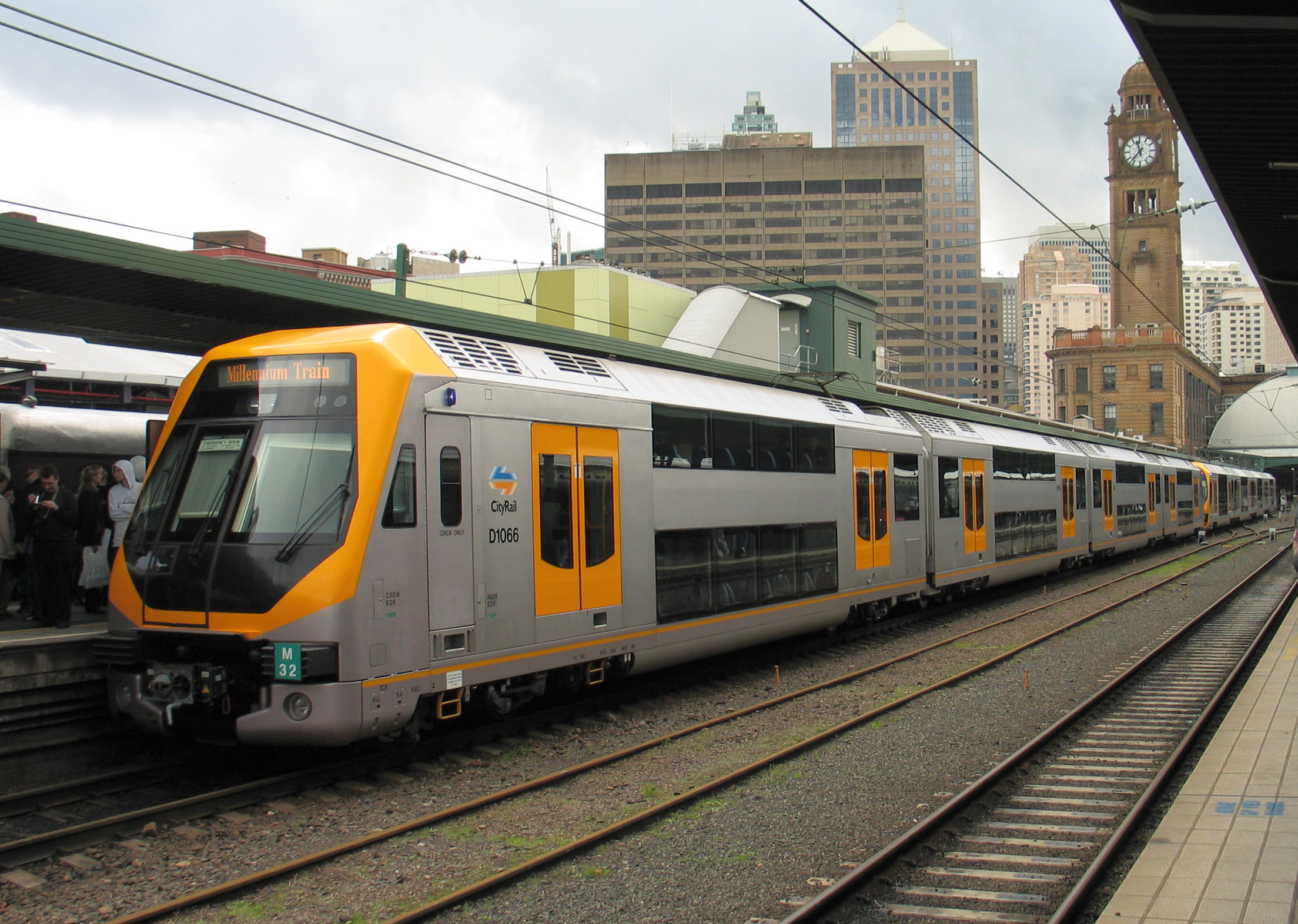
Vorortzug Millennium train in Sydney

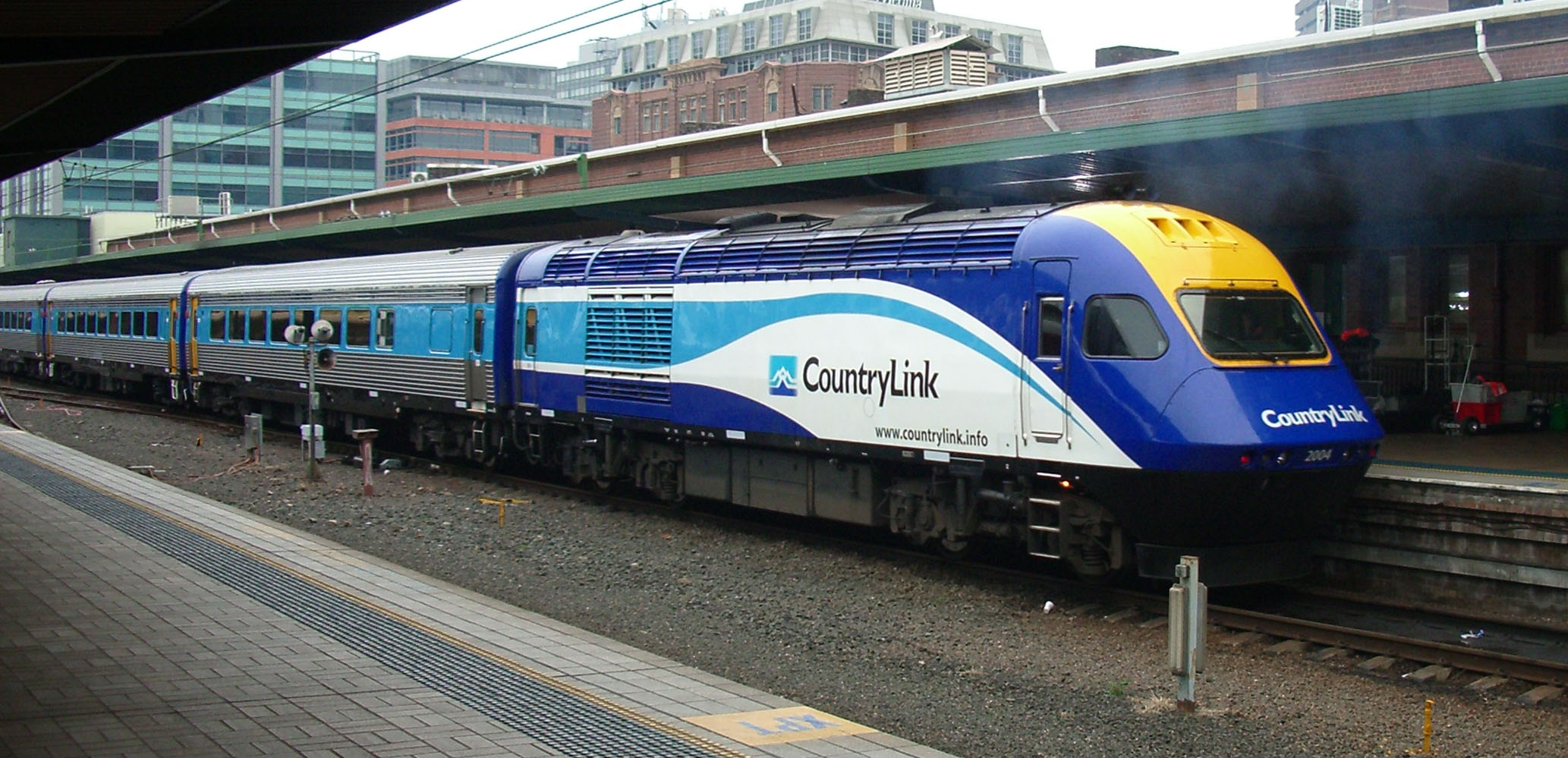
XPT von Country Link – moderner Personenfernverkehr

Nach dem Zweiten Weltkrieg wurden die Dampflokomotiven zunehmend von Diesellokomotiven abgelöst und im Personenverkehr Dieseltriebwagen und klimatisierte Züge eingesetzt. Ab den 1960er Jahren ging die Bedeutung der Eisenbahn als Transportmittel auch in New South Wales zurück. Das führte dazu, dass zahlreiche Nebenstrecken aufgegeben wurden. Eine starke Stellung hat die Bahn aber im transkontinentalen Güterverkehr, insbesondere bei Containerzügen und im Nahverkehr des Ballungsraums Sydney. Der Personenfernverkehr spielt nur eine untergeordnete Rolle.
In den ersten hundert Jahren wuchs das Netz der Staatsbahn von 22 km auf 9387 km. Seitdem ist es etwas zurückgegangen. Der Name der staatlichen Bahngesellschaft lautet derzeit: Rail Corporation New South Wales, nachdem der Name im Laufe der Geschichte immer mal wieder geändert wurde (New South Wales Railways, New South Wales Government Railways). Der Güterverkehr ist allerdings ausgegliedert und wird von Pacific National betrieben.

## Film
- Beyer-Garratt Locomotives Round the World: New South Wales. Großbritannien 1951–1953. 16-mm-Farbfilm, Stummfilm, 28 Minuten.[2]